# Li Chung-čang
Li Chung-čang GCVO (TZ: 李鴻章, ZZ: 李鸿章, pchin-jin: Lǐ Hóngzhāng; 15. února 1823 – 7. listopadu 1901) byl chanský úředník, politik, generál a diplomat za pozdních Čchingů. V roce 1847 dosáhl nejvyššího stupně úřednických zkoušek: ťin-š' (進士, skutečný učenec). Během své kariéry se podílel na potlačení povstání tchaj-pchingů (1850 až 1864) a nienů (1851 až 1868). Postupně zastával několik pozic místokrálů (總督, cung-tu): Chu-kuang (1867–1870), Č’-li (v rámci Čchingské říše nejvýznamnější; poprvé 1871 až 1895 a podruhé 1900 až 1901) a Liang-kuang (1899–1900).
Jako jeden z představitelů hnutí za sebeposílení (洋务运动, jang-wu jün-tung) se pokusil modernizovat čchingské pozemní a námořní síly. Nedokázal ale zabránit císařovně vdově Cch’-si ve zpronevěře armádních a námořních fondů, což se projevilo v porážce jeho jednotek během první čínsko-japonské války. Touto porážkou utrpěla i jeho prestiž, což ho stálo (mimo jiné) i titul místokrále Č'-li. Během vyjednávání mírové smlouvy byl na něho v Japonsku spáchán neúspěšný atentát. Během povstání boxerů byl proti císařské pomoci boxerům.

## Mládí a kariéra
Li Chung-čang se narodil za dynastie Čching v Che-fej, hlavním městě provincie An-chuej, jako druhý syn učence 15. února 1823. Svou kariéru začal za podpory významného úředníka Ceng Kuo-fana v roce 1844 a v roce 1847 získal ve svých 24 letech nejvyšší možný stupeň úřednických zkoušek ťin-š’ a jmenování na prestižní akademii Chan-lin v Pekingu. V roce 1853 se vrátil do svého rodného města, ohroženého Tchaj-pchingským povstáním, a společně se svým otcem založili místní milici na obranu regionu před povstalci. Po smrti otce v roce 1855 se navzdory konfuciánskému truchlícímu důchodu neoficiálně stále angažoval a roku 1856 získal místo soudce.

## Boj proti povstalcům
Kolem roku 1858 odešel do provincie Ťiang-si, aby se připojil k armádě Ceng Kuo-fana v boji proti Tchaj-pchingským rebelům, přičemž se stal významným vojenským velitelem. V roce 1861 byl jmenován guvernérem provincie a sestavil vlastní věrnou milici, se kterou se roku 1862 vydal do Šanghaje. Za pomoci Cengovy armády a ve spolupráci s Gordonovou Ever Victorious Army (常勝軍, Čchang šeng ťün), jednotkou řízenou a trénovanou Evropany pro boj s povstalci, se Li Chung-čangovi v roce 1864 podařilo zastavit jednotky Tchaj-pchingských povstalců. Za své úspěchy byl jmenován generálním guvernérem provincií Chu-nan a Chu-pej.

## Vztahy se zahraničními mocnostmi
V roce 1870 byl Li Chung-čang namísto nemocného Ceng Kuo-fana jmenován generálním guvernérem provincie Č’-li, kde posléze působil 25 let. Během tohoto období dozoroval obchod mezi Čínou a Západem ze smluvních přístavů severně od řeky Jang-c’-ťiang. V těchto letech se také intenzivně angažoval v jednáních s Japonci, Brity, Francouzi a dalšími smluvními mocnostmi. V roce 1876 uzavřel s Velkou Británií smlouvu upravující obchod s Barmou podél čínských hranic. V roce 1883 zmírnil situaci v Koreji mezi čínskými a japonskými jednotkami, ovšem napětí později přerostlo v čínsko-japonskou válku, vedoucí k čínské prohře. Li Chung-čang byl nucen vyjednat Šimonoseckou mírovou smlouvu, která válku roku 1895 ukončila, ale Čína kvůli ní přišla o Tchaj-wan a Peskadorské ostrovy. Protože byl Li během tohoto jednání zraněn japonským fanatikem při neúspěšném atentátu, byly restrikce vůči Číně zmírněny.

## Reformy a „hnutí za sebeposílení“
Li Chung-čang byl významným členem „hnutí za sebeposílení“, neboli „westernizačního hnutí“. Obdivoval západní vojenské, technologické, průmyslové a vědecké úspěchy a pěstoval si západní návyky, jako například kouření doutníků nebo pití červeného vína a mléka. Během svého života se zabýval množstvím velkých modernizačních projektů, týkající se nejen posílení armádní výzbroje a opevnění. V roce 1878 nechal v Šanghaji postavit moderní textilní továrnu, vybudoval telegrafní linku, železnici a nadějné studenty vysílal na školení do Evropy, odkud do Číny zval zahraniční odborníky.

## Stáří a smrt
V lednu 1900 vyslala císařovna vdova Cch’-si Li Chung-čanga na jih, aby se stal místokrálem dvou Kuangů, Kuang-tung a Kuang-si, úzce spojenými se západními obchodními sítěmi, ale kvůli politické situaci jej povolala zpět do Pekingu, aby jednal se zahraničními mocnostmi ohledně boxerského povstání. Přestože jej chtěl Sunjatsen získat na svou stranu a hongkongský guvernér ve prospěch Velké Británie, Li Chung-čang zůstal věrný dynastii Čching a 11. října 1900 se do Pekingu vrátil. Dva měsíce po ukončení jednání však ve svých 78 letech 7. listopadu 1901 umírá na nemoc.